# Guy Carlton
Pour les articles homonymes, voir Carlton.
Guy Albert Carlton (né le 16 janvier 1954 à Amherst (Ohio) et mort le 11 mai 2001 à Arrowsmith (Illinois)) est un haltérophile américain.
Il remporte une médaille de bronze olympique en 1984 à Los Angeles en moins de 110 kg ainsi qu'une autre médaille de bronze aux Championnats du monde d'haltérophilie de 1984. Il est aussi double champion des États-Unis, en 1981 et en 1984.